# François Laurent

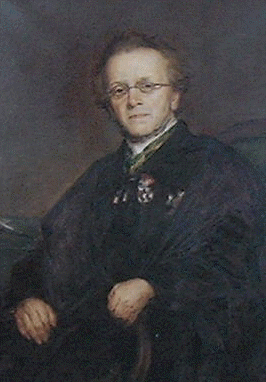
François Laurent

François Laurent, född 8 juli 1810 i Luxemburg, död 11 februari 1887 i Gent, var en belgisk historiker och jurist.
Laurent blev 1834 chef för lagstiftningsavdelningen i justitieministeriet i Bryssel och var 1836–80 professor i civilrätt vid universitetet i Gent. Hans omfattande verk med titeln Histoire du droit des gens et des relations internationales: Études sur l'histoire de l'humanité (18 band, 1861–70) är av övervägande kulturhistorisk art. Det är sammansatt av en rad sinsemellan självständiga, men logiskt förbundna arbeten, av vilka det övervägande antalet är ägnat åt det europeiska Västerlandets historia, med särskild vikt lagd på internationella och religiösa förhållanden. Det avslutande bandet har till ämne historiens filosofi. 
På rättsvetenskapens fält uppträdde Laurent bland annat med Les principes de droit civil français (33 band, 1869–79) och Le droit civil international (åtta band, 1880–82). I sin publicistiska verksamhet förfäktade han de liberala idéerna och ivrade bland annat för kyrkans fullständiga skiljande från staten samt bekämpade över huvud ivrigt klerikalismen. Även hans vetenskapliga arbete fick därigenom i viss mån en partiprägel, som gör hans verk mindre objektiva och mindre tillförlitliga i trots av deras idérikedom. På den privat internationella rättsforskningens område ansågs han en tid som en av märkesmännen, och som berömd civilist erhöll han 1879 officiellt uppdrag att författa ett utkast till reviderad civillag för Belgien, Avant-projet de revision du code civil (sex band, 1882–84).

## Fotnoter
1. 1 2  Encyclopædia Britannica, Encyclopædia Britannica Online-ID: biography/Francois-Laurenttopic/Britannica-Online, läst: 9 oktober 2017.[källa från Wikidata]
2. ↑  universitetet i Gent, UGentMemorialis professors-ID: 000000105, läst: 2 maj 2022.[källa från Wikidata]
3. ↑  Charles Dudley Warner (red.), Library of the World's Best Literature, 1897, läs online.[källa från Wikidata]